# Lineus islandicus
Lineus islandicus är en djurart som tillhör fylumet slemmaskar, och som beskrevs av Friedrich 1958. Lineus islandicus ingår i släktet Lineus och familjen Lineidae. Inga underarter finns listade i Catalogue of Life.